# Rio Aa
O rio Aa é um rio do norte da França, de extensão de 89 km.
Este pequeno rio costeiro que banha a cidade de Saint-Omer, capital do departamento francês de Pas-de-Calais, e se joga no mar do Norte, em Gravelines, célebre pela batalha que terminou com uma vitória dos espanhóis sobre os franceses em 1558. O rio Aa atravessa o parque natural do Audomarois e regiões de pântanos pitorescos, reputadas pela sua fauna ornitológica.
Uma importante central nuclear foi construída em Gravelines, lugar onde o Aa encontra o mar.
O rio Aa banha os seguintes departamentos e comunas:
- Departamento de Pas-de-Calais: Saint-Omer
- Departamento de Nord: Gravelines